# Мала Семеновська
Мала Семе́новська (рос. Малая Семёновская) — присілок у складі Тотемського району Вологодської області, Росія. Входить до складу П'ятовського сільського поселення.
Стара назва — Семеновська.

## Населення
Населення — 2 особи (2010; 5 у 2002).
Національний склад (станом на 2002 рік):
- росіяни — 100 %